# Brachyrhaphis hartwegi
Brachyrhaphis hartwegi is een straalvinnige vissensoort uit de familie van de levendbarende tandkarpers (Poeciliidae). De wetenschappelijke naam van de soort is voor het eerst geldig gepubliceerd in 1963 door Rosen & Bailey.